# Villar de Tejas
Villar de Tejas, es una aldea de interés histórico de la Comunidad Valenciana, España. Perteneciente a la provincia de Valencia, en la comarca de Los Serranos. Villar de tejas cuenta con diferentes rutas turísticas y con un gran valor para senderistas y excursionistas. Enlazadas con diversas pedanías.

## Geografía
Es un aldea perteneciente al municipio de Chelva, en la comarca de Los Serranos.
Está al sur de Chelva, situado en la vertiente oriental de la Sierra del Negrete.
El pico de la Atalaya de 1157 m s. n. m., es el punto más alto de Villar de Tejas y también de Chelva.
Desde la aldea hay un recorrido circular de unos 15 km, que bordea toda la sierra de la Atalaya, entre las tierras de cultivo y el bosque que forma este espacio natural.

### Pedanías limítrofes
Otras aldeas cercanas a Villar de Tejas son El Cerrito, Mas de Cholla, Mas de Caballero o La Cañada y Villar de Olmos, (estos dos últimos son pertenecientes al municipio de Requena). Viven 2 personas y lo demás animales.Hay mucha vegetación.

## Fiestas
- En el mes de enero se realizan las hogueras de San Antonio.
- Todos los años en el mes agosto se celebran las fiestas mayores en honor a la Virgen de la Misericordia, patrona de la aldea.

## Gastromía

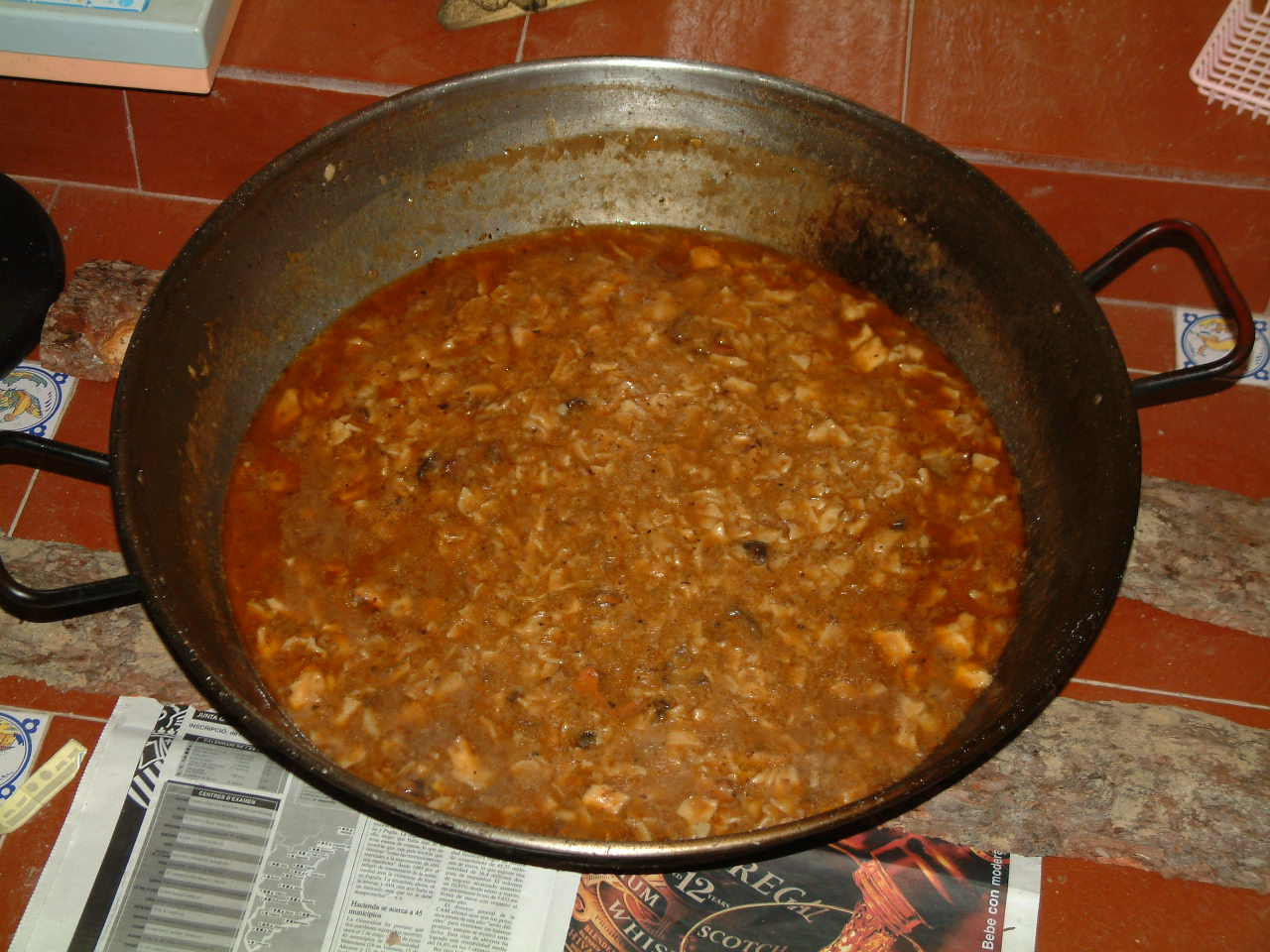
Gazpachos manchegos típicos de la Provincia de Valencia.

En la aldea se realiza la matanza del cerdo y con los embutidos que se recaudan se realizan el arroz y el gazpacho de la matanza, parecido a los gazpachos manchegos.
Todos los años, en Pascua es tradición hacer la típica mona de pascua de Villar de Tejas.
En las fiestas de agosto (Fiestas de la Virgen de la Misericordia) también se realizan los típicos dulces de esta aldea, llamados dulces de verano.

## Patrimonio
- Iglesia de la Misericordia (1927): en esta iglesia habita la Virgen de la Misericordia durante todo el año, menos el día de la virgen de agosto (fiestas patronales en honor a la Virgen de la Misericordia), que sale a la procesión después de la misa en su honor cada año.
- Ermita de Ntra. Sra. la Virgen de la Misericordia: esta ermita, era el lugar donde habitaba la virgen y se hacía la misa de las fiestas de agosto, pero debido a su mal estado (riesgo de derrumbamiento) la patrona de Villar de Tejas se trasladó a la iglesia. En la actualidad la ermita continúa en igual estado de conservación.
- El lavadero: fuente en la que antiguamente los habitantes acudían a por agua y en esta fuente se encuentra el lavadero donde se iba a lavar la ropa a mano.